# إبراهيم أباد (ساوجبلاغ)
إبراهيم أباد هي قرية في مقاطعة ساوجبلاغ، إيران. عدد سكان هذه القرية هو 473 في سنة 2006.